# الشريان بين العظام الخلفي
الشريان بين العظام الخلفي (بالإنجليزية: Posterior interosseous artery)‏‏هو شريان يتفرع من الشريان بين العظام الأصلي.

## معرض صور

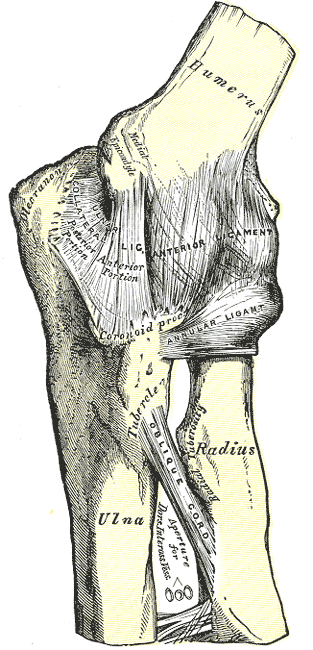
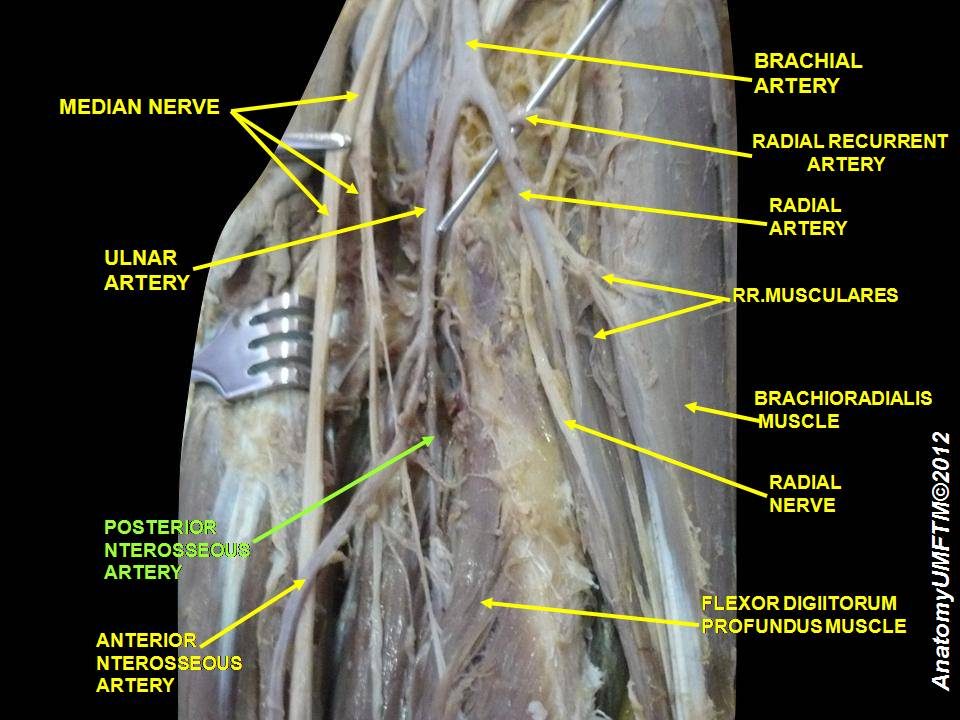
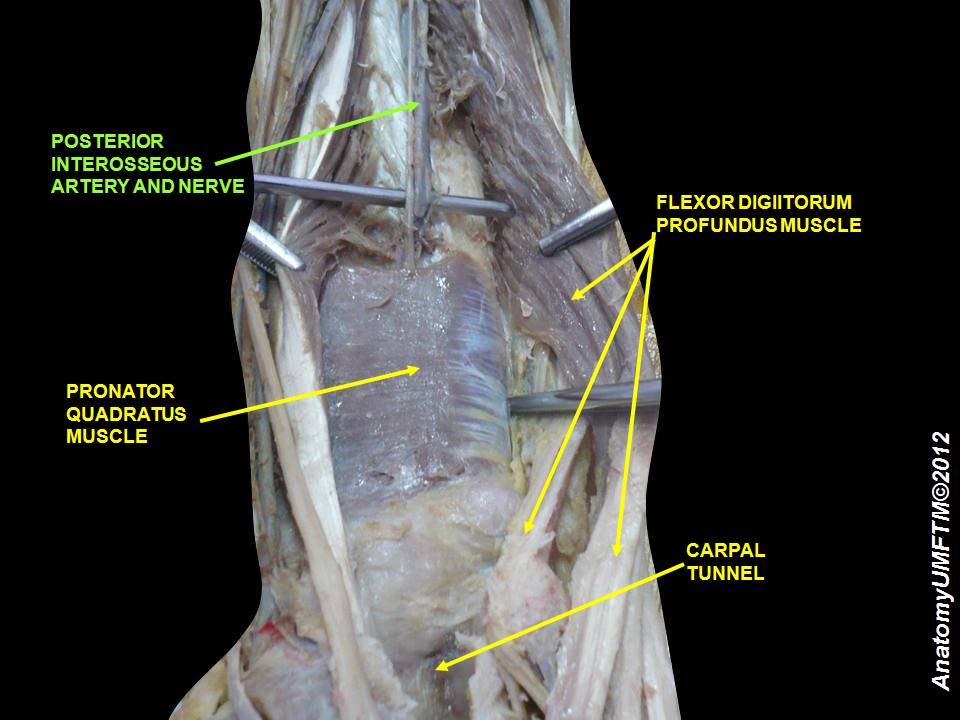
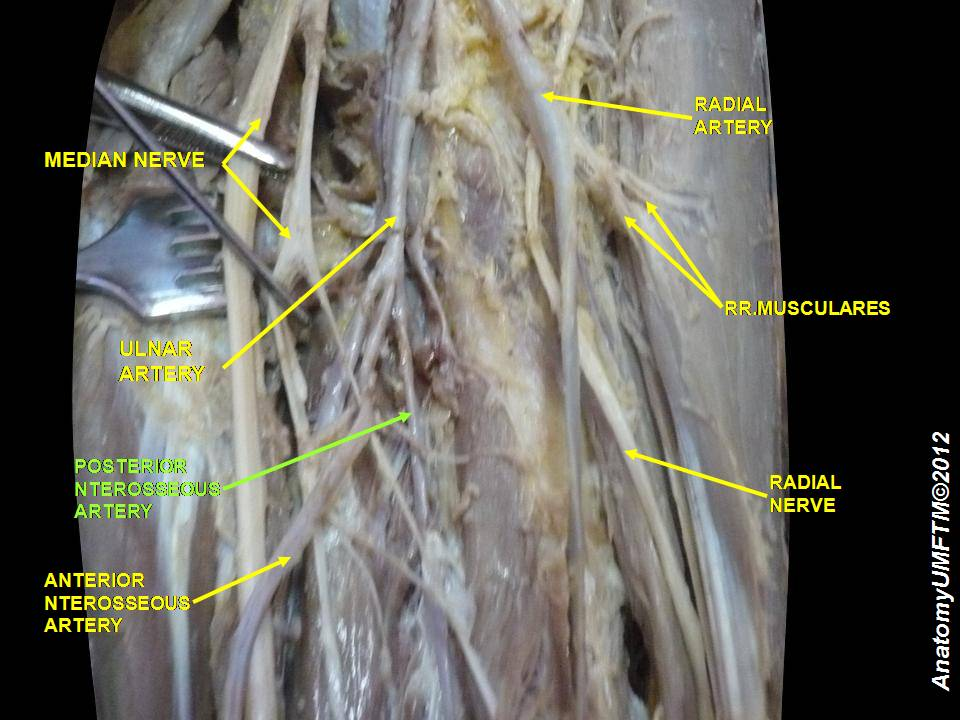